# Lijst van extreme punten in het Koninkrijk der Nederlanden

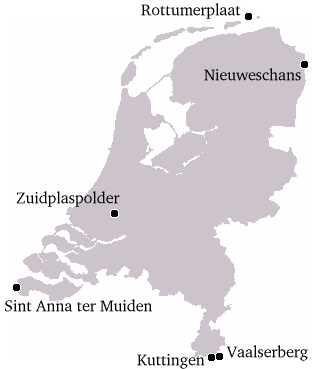
Plaatsen van de extreme punten in Europees Nederland

Dit is een lijst van extreme punten in het Koninkrijk der Nederlanden.
| Noordelijkste punt         | Incl. zee | Op land | Excl. onbewoonde eilanden |
| -------------------------- | --- | --- | --- |
| Koninkrijk der Nederlanden | Grens op zee met Duitsland en het Verenigd Koninkrijk | Rottumerplaat | Schiermonnikoog Op het vasteland: de Noordkaap, dicht bij Roodeschool, Groningen                                                                                  |
| Nederland (incl. BES)      | Grens op zee met Duitsland en het Verenigd Koninkrijk | Rottumerplaat | Schiermonnikoog Op het vasteland: de Noordkaap, dicht bij Roodeschool, Groningen                                                                                  |
| Europees Nederland         | Grens op zee met Duitsland en het Verenigd Koninkrijk | Rottumerplaat | Schiermonnikoog Op het vasteland: de Noordkaap, dicht bij Roodeschool, Groningen                                                                                  |
|                            | | | |
| Zuidelijkste punt          | Incl. zee | Op land | Excl. onbewoonde eilanden |
| Koninkrijk der Nederlanden | Grens op zee met Venezuela | Klein Curaçao | EEG Boulevard, Bonaire |
| Nederland (incl. BES)      | Grens op zee met Venezuela | EEG Boulevard, Bonaire | EEG Boulevard, Bonaire |
| Europees Nederland         | Grenspaal 12, dicht bij Kuttingen, gemeente Gulpen-Wittem, Limburg                                                                                                | Grenspaal 12, dicht bij Kuttingen, gemeente Gulpen-Wittem, Limburg                                                                                                | Grenspaal 12, dicht bij Kuttingen, gemeente Gulpen-Wittem, Limburg                                                                                                |
|                            | | | |
| Westelijkste punt          | Incl. zee | Op land | Excl. onbewoonde eilanden |
| Koninkrijk der Nederlanden | Grens op zee met Venezuela | Manchebo Beach, Oranjestad, Aruba | Manchebo Beach, Oranjestad, Aruba |
| Nederland (incl. BES)      | Grens op zee met Curaçao | Washington Slagbaai National Park, Bonaire | Washington Slagbaai National Park, Bonaire |
| Europees Nederland         | Grens op zee met België en het Verenigd Koninkrijk | Grensovergang Sint Anna ter Muiden, gemeente Sluis, Zeeland | Grensovergang Sint Anna ter Muiden, gemeente Sluis, Zeeland |
|                            | | | |
| Oostelijkste punt          | Incl. zee | Op land | Excl. onbewoonde eilanden |
| Koninkrijk der Nederlanden | Grensovergang Bad Nieuweschans, gemeente Oldambt, Groningen Specifiek grenssteen 196 langs autosnelweg A7/Autobahn 280 tussen Bad Nieuweschans (NL) en Bunde (D). | Grensovergang Bad Nieuweschans, gemeente Oldambt, Groningen Specifiek grenssteen 196 langs autosnelweg A7/Autobahn 280 tussen Bad Nieuweschans (NL) en Bunde (D). | Grensovergang Bad Nieuweschans, gemeente Oldambt, Groningen Specifiek grenssteen 196 langs autosnelweg A7/Autobahn 280 tussen Bad Nieuweschans (NL) en Bunde (D). |
| Nederland (incl. BES)      | Grensovergang Bad Nieuweschans, gemeente Oldambt, Groningen Specifiek grenssteen 196 langs autosnelweg A7/Autobahn 280 tussen Bad Nieuweschans (NL) en Bunde (D). | Grensovergang Bad Nieuweschans, gemeente Oldambt, Groningen Specifiek grenssteen 196 langs autosnelweg A7/Autobahn 280 tussen Bad Nieuweschans (NL) en Bunde (D). | Grensovergang Bad Nieuweschans, gemeente Oldambt, Groningen Specifiek grenssteen 196 langs autosnelweg A7/Autobahn 280 tussen Bad Nieuweschans (NL) en Bunde (D). |
| Europees Nederland         | Grensovergang Bad Nieuweschans, gemeente Oldambt, Groningen Specifiek grenssteen 196 langs autosnelweg A7/Autobahn 280 tussen Bad Nieuweschans (NL) en Bunde (D). | Grensovergang Bad Nieuweschans, gemeente Oldambt, Groningen Specifiek grenssteen 196 langs autosnelweg A7/Autobahn 280 tussen Bad Nieuweschans (NL) en Bunde (D). | Grensovergang Bad Nieuweschans, gemeente Oldambt, Groningen Specifiek grenssteen 196 langs autosnelweg A7/Autobahn 280 tussen Bad Nieuweschans (NL) en Bunde (D). |
|                            | | | |
| Hoogste punt               | Op land | Op land | Op land |
| Koninkrijk der Nederlanden | Mount Scenery, Saba: 870 m | Mount Scenery, Saba: 870 m | Mount Scenery, Saba: 870 m |
| Nederland (incl. BES)      | Mount Scenery, Saba: 870 m | Mount Scenery, Saba: 870 m | Mount Scenery, Saba: 870 m |
| Europees Nederland         | Vaalserberg, gemeente Vaals, Limburg: 322,4 m boven NAP | Vaalserberg, gemeente Vaals, Limburg: 322,4 m boven NAP | Vaalserberg, gemeente Vaals, Limburg: 322,4 m boven NAP |
|                            | | | |
| Laagste punt               | Op land | Op land | Op land |
| Koninkrijk der Nederlanden | Zuidplaspolder, dicht bij Nieuwerkerk aan den IJssel, Zuid-Holland: 6,76 m onder NAP                                                                              | Zuidplaspolder, dicht bij Nieuwerkerk aan den IJssel, Zuid-Holland: 6,76 m onder NAP                                                                              | Zuidplaspolder, dicht bij Nieuwerkerk aan den IJssel, Zuid-Holland: 6,76 m onder NAP                                                                              |
| Nederland (incl. BES)      | Zuidplaspolder, dicht bij Nieuwerkerk aan den IJssel, Zuid-Holland: 6,76 m onder NAP                                                                              | Zuidplaspolder, dicht bij Nieuwerkerk aan den IJssel, Zuid-Holland: 6,76 m onder NAP                                                                              | Zuidplaspolder, dicht bij Nieuwerkerk aan den IJssel, Zuid-Holland: 6,76 m onder NAP                                                                              |
| Europees Nederland         | Zuidplaspolder, dicht bij Nieuwerkerk aan den IJssel, Zuid-Holland: 6,76 m onder NAP                                                                              | Zuidplaspolder, dicht bij Nieuwerkerk aan den IJssel, Zuid-Holland: 6,76 m onder NAP                                                                              | Zuidplaspolder, dicht bij Nieuwerkerk aan den IJssel, Zuid-Holland: 6,76 m onder NAP                                                                              |

## Afbeeldingen

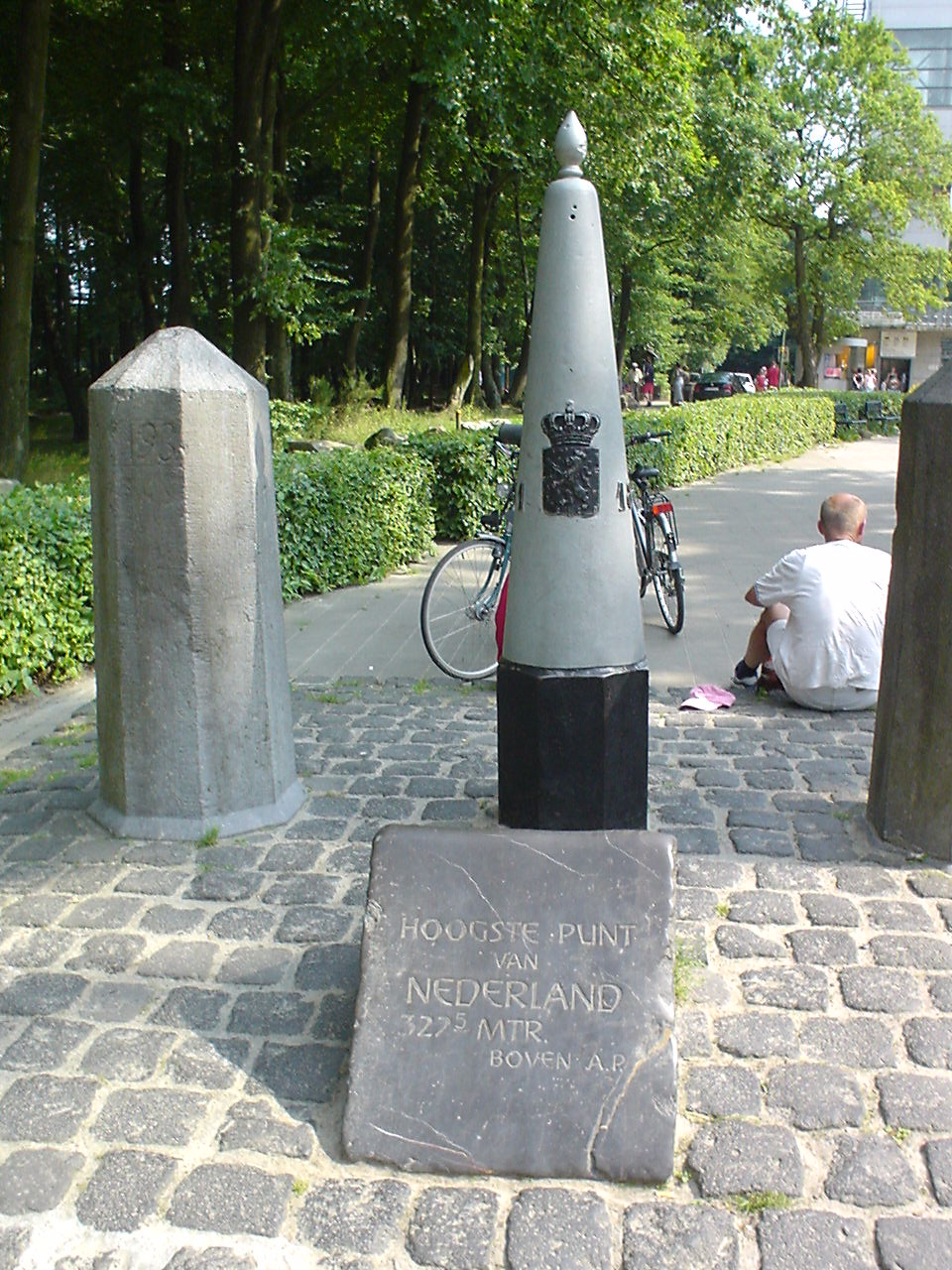
Monument op de Vaalserberg, vlak bij het hoogste natuurlijke punt van Europees Nederland
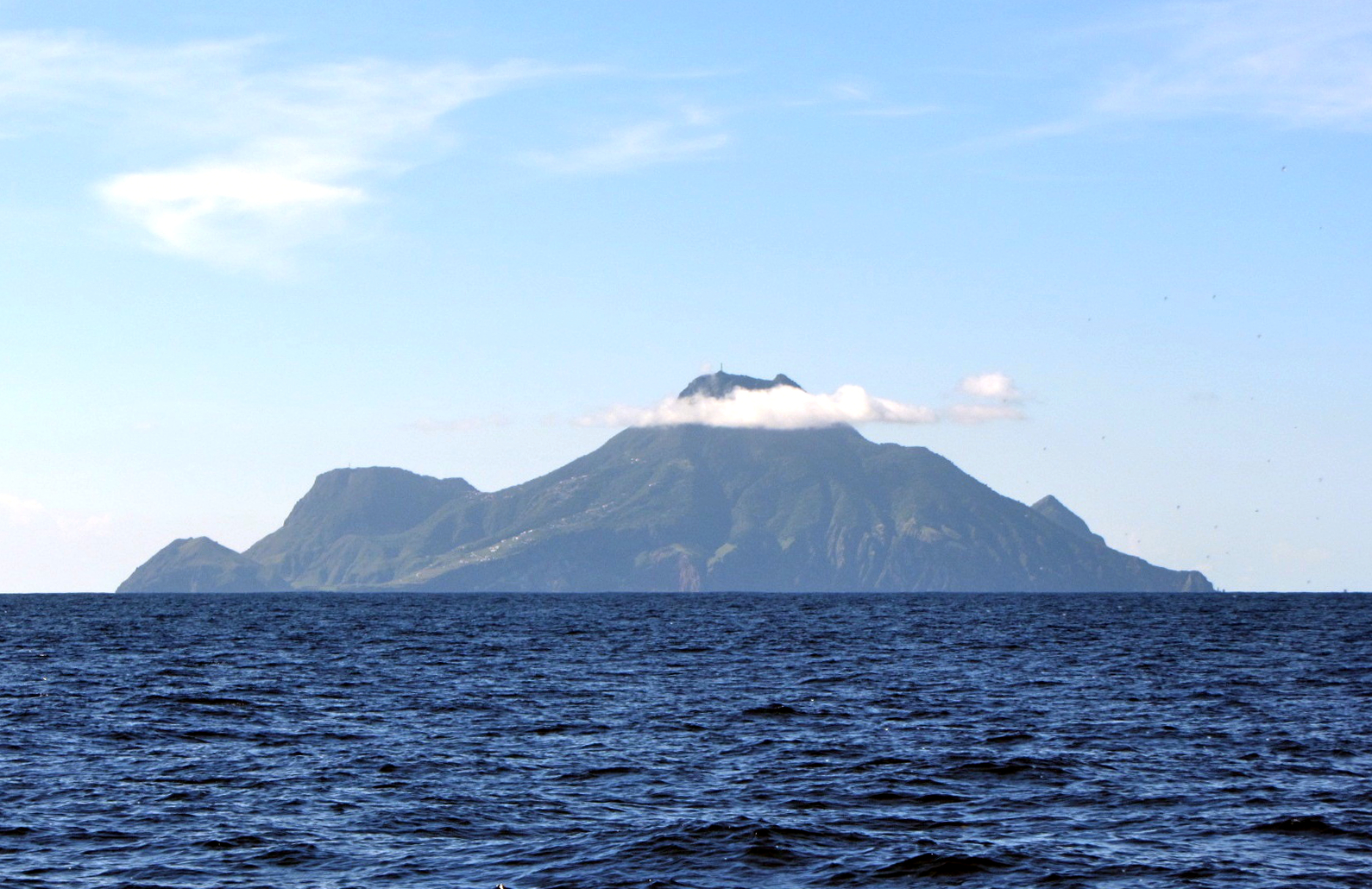
Mount Scenery, het hoogste punt in het Koninkrijk der Nederlanden
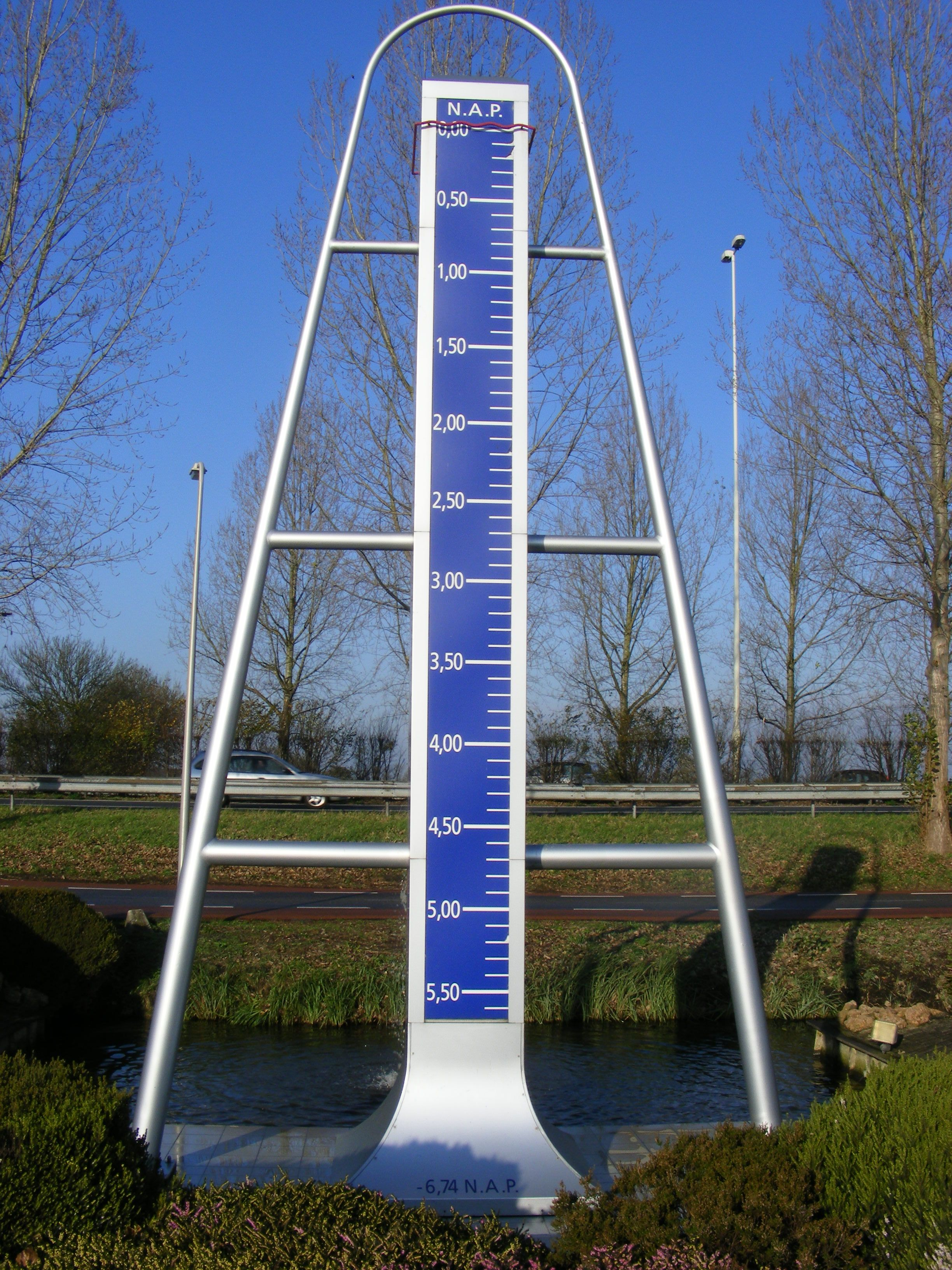
Monument bij het laagste punt van Nederland